# Naissance en 894
Naissance
- 890
- 891
- 892
- 893
- 894
- 895
- 896
- 897
- 898

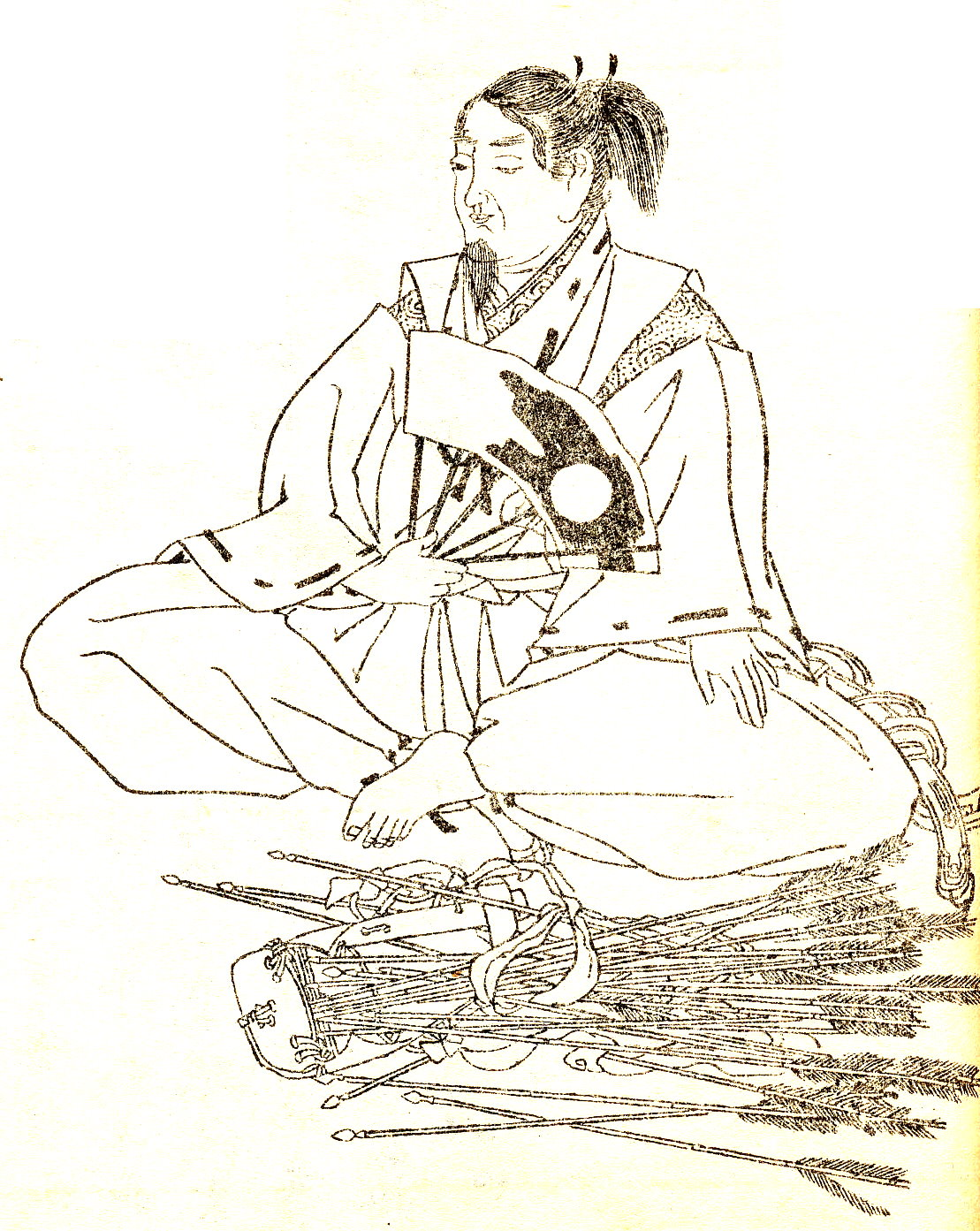
Minamoto no Tsunemoto né en 894.

Cette page dresse une liste de personnalités nées au cours de  l'année 894 :
- Al-Qaim bi-Amr Allah, calife fatimide.
- Emma de France, princesse franque, successivement duchesse de Bourgogne et reine des Francs.
- Michel Maleïnos, moine byzantin, frère du général Constantin Maleïnos et oncle de l´empereur Nicéphore II Phokas.
- Ono no Michikaze, ou Ono no Tōfū, important shodōka (calligraphe japonais) de l'époque de Heian.
- Minamoto no Tsunemoto, samouraï et prince impérial japonais de l'époque de Heian.
- Duan Siping, général bai, fondateur en 937 du Royaume de Dali.

date incertaine (vers 894)
- Æthelstan, roi des Anglo-Saxons, puis des Anglais, considéré comme le premier roi d'Angleterre et l'un des plus grands monarques de la période anglo-saxonne.
- Flodoard, historien, chroniqueur et poète d'expression latine de l’époque carolingienne.

## Crédit d'auteurs
- Cet article est partiellement ou en totalité issu de l'article intitulé « 894 » (voir la liste des auteurs).